# ささき観光

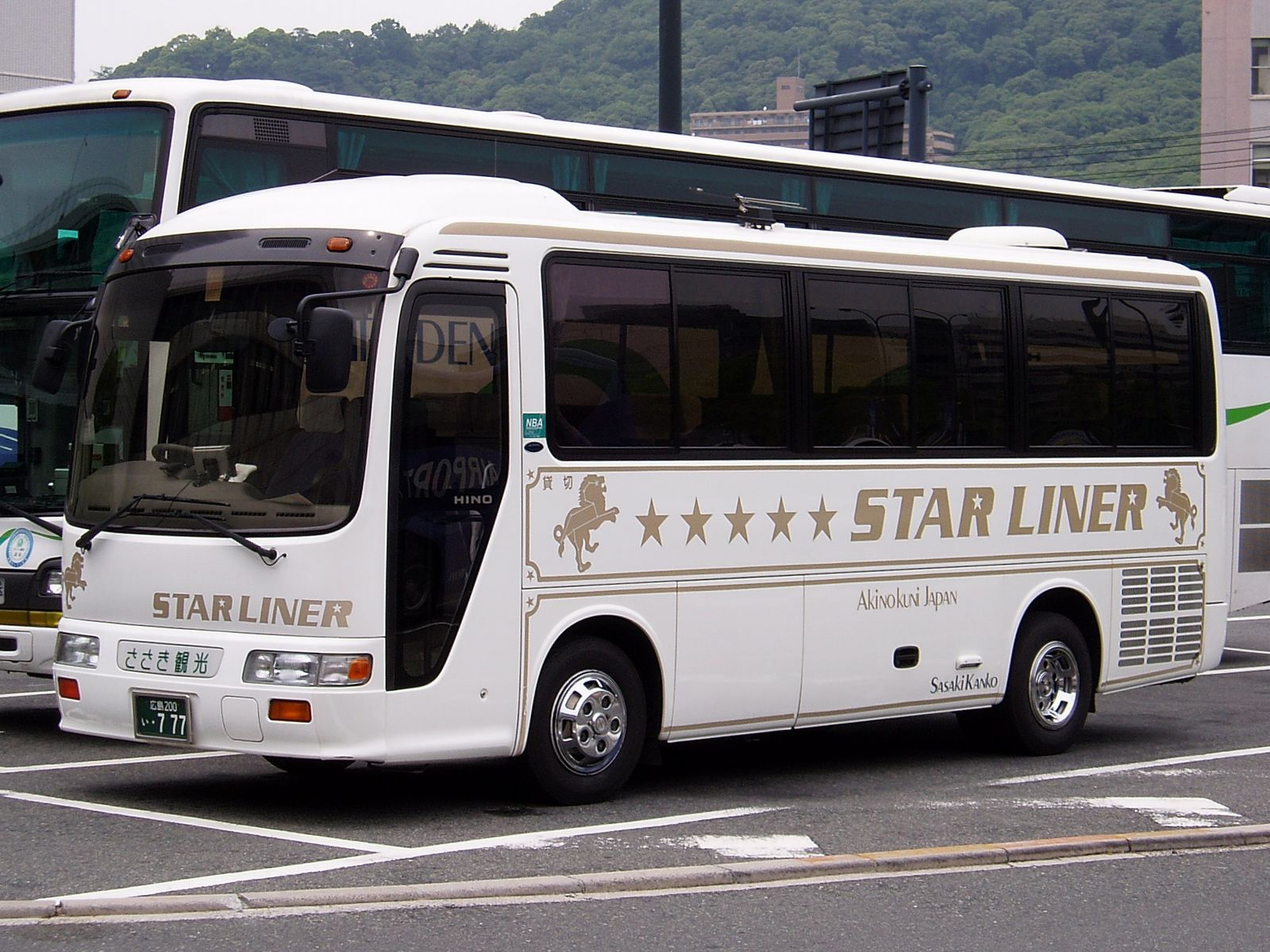
ささき観光の車両（日野・リエッセ）

株式会社ささき観光（ささきかんこう）は、広島県広島市佐伯区に本社を置くバス・タクシー事業者である。

## 事業所
- 本社
  - 広島県広島市佐伯区湯来町大字伏谷125-1
- 鹿の道車庫
  - 広島県広島市佐伯区湯来町大字白砂
- 雲出車庫
  - 広島県広島市佐伯区湯来町大字多田
- 五日市営業所
  - 広島県広島市佐伯区八幡5-16-20
- 廿日市営業所
  - 広島県廿日市市大野中央5丁目1-22
- サンランド転回場（駐在なし）
  - 広島県廿日市市八坂2丁目11-16

## 沿革
- 1975年9月 - 個人事業としてささきタクシー営業開始。
- 1988年12月 - 法人化に伴い有限会社ささきタクシー設立。
- 1996年 - 株式会社ささき観光に組織変更。
- 2005年3月 - 廿日市営業所の営業開始。翌月、おおのハートバス運行開始。
- 2007年9月 - 五日市営業所の営業開始。

## 路線

### 旧湯来町内路線(広電バス廃止代替路線)
（停留所名）は一部の便のみ停車。
- 湯来川角 （- 上棡） - 鹿の道
- 湯来川角 - 白川 - 峠
- 湯来ロッジ - 大橋 - 宇佐
- 湯来ロッジ （- 小多田） - 雲出 （- 大谷）
- 湯来ロッジ - 中打尾谷

### おおのハートバス
詳細はおおのハートバスを参照のこと。

### レッドライン
- 広電阿品駅 - 広電車庫前 - 下更地 - 公民館前 - 大野浦駅 - べにまんさくの湯 - サンランド車庫 - JR玖波駅

### イエローライン
- 大野庁舎前 - 公民館前 - 大野浦駅 - べにまんさくの湯 - サンランド車庫 - JR玖波駅

### ブルーライン
- 大野庁舎前 - 公民館 - 前空駅 - 下更地 - （宮島口） - 広電車庫前 - 広電阿品駅

## 車両
保有するバスは中型車の一部が三菱ふそうトラック・バス製であるが、おおのハートバス用の路線バス車両を含め大半が日野自動車製である。タクシー用車両はトヨタ自動車製を主力とする。